# BRD Bucharest Open 2018
BRD Bucharest Open 2018 byl profesionální tenisový turnaj ženského okruhu WTA Tour, který se odehrával na otevřených antukových dvorcích městského areálu Arenele BNR. Probíhal mezi 16. až 22. červencem 2018 v rumunské metropoli Bukurešti jako pátý ročník turnaje.
Rozpočet činil 250 000 dolarů a událost se řadila do kategorie WTA International. Nejvýše nasazenou hráčkou ve dvouhře se stala světová jedenadvacítka Anastasija Sevastovová. Jako poslední přímá účastnice do dvouhry nastoupila rumunská 159. tenistka žebříčku Alexandra Dulgheruová.
Třetí singlový titul na okruhu WTA Tour vybojovala 28letá Lotyška Anastasija Sevastovová. Premiérovou společnou trofej ze řtyhry okruhu WTA si odvezl rumunský pár startující na divokou kartu, Irina-Camelia Beguová a Andreea Mituová. Beguová tak trofej obhájila.

## Distribuce bodů a finančních odměn

### Distribuce bodů
| Soutěž  | vítězky | finalistky | semifinalistky | čtvrtfinalistky | 16 v kole | 32 v kole | Q  | Q3 | Q2 | Q1 |
| ------- | ------- | ---------- | -------------- | --------------- | --------- | --------- | -- | -- | -- | -- |
| dvouhra | 280     | 180        | 110            | 60              | 30        | 1         | 18 | 14 | 10 | 1  |
| čtyřhra | 280     | 180        | 110            | 60              | 1         | —         | —  | —  | —  | —  |

### Finanční odměny
| Soutěž  | vítězky | finalistky | semifinalistky | čtvrtfinalistky | 16 v kole | 32 v kole | Q3     | Q2   | Q1   |
| ------- | ------- | ---------- | -------------- | --------------- | --------- | --------- | ------ | ---- | ---- |
| dvouhra | $43 000 | $21 400    | $11 300        | $5 900          | $3 310    | $1 925    | $1 005 | $730 | $530 |
| čtyřhra | $12 300 | $6 040     | $3 435         | $1 820          | $960      | —         | —      | —    | —    |

## Ženská dvouhra

### Nasazení
| Stát                            | Hráčka                 | WTA | Nasazení |
| ------------------------------- | ---------------------- | --- | -------- |
| Lotyšsko                        | Anastasija Sevastovová | 21. | 1.       |
| Rumunsko                        | Mihaela Buzărnescuová  | 28. | 2.       |
| Rumunsko                        | Irina-Camelia Beguová  | 36. | 3.       |
| Chorvatsko                      | Petra Martićová        | 43. | 4.       |
| Rumunsko                        | Sorana Cîrsteaová      | 51. | 5.       |
| Rumunsko                        | Ana Bogdanová          | 59. | 6.       |
| Francie                         | Pauline Parmentierová  | 63. | 7.       |
| Slovinsko                       | Polona Hercogová       | 64. | 8.       |
| Žebříček WTA k 2. červenci 2018 |                        |     |          |

### Jiné formy účasti
Následující hráčky obdržely divokou kartu do hlavní soutěže:
- Miriam Bulgaruová
- Andreea Roșcová
- Elena-Gabriela Ruseová

Následující hráčka nastoupila do hlavní soutěže pod žebříčkovou ochranou:
- Laura Siegemundová

Následující hráčky postoupily z kvalifikace:
- Irina Baraová
- Çağla Büyükakçay
- Claire Liuová
- Rebecca Šramková

### Odhlášení
před zahájením turnaje
- Sara Erraniová → nahradila ji  Ons Džabúrová
- Kaia Kanepiová → nahradila ji  Ysaline Bonaventureová
- Monica Niculescuová → nahradila ji  Viktorija Tomovová
- Julia Putincevová → nahradila ji  Jasmine Paoliniová
- Carla Suárezová Navarrová → nahradila ji  Věra Zvonarevová

### Skrečování
- Polona Hercogová

## Ženská čtyřhra

### Nasazení
| Stát                                                                           | Hráčka                | Stát       | Hráčka                | WTA  | Nasazení |
| ------------------------------------------------------------------------------ | --------------------- | ---------- | --------------------- | ---- | -------- |
| Rumunsko                                                                       | Mihaela Buzărnescuová | Rumunsko   | Ioana Raluca Olaruová | 82.  | 1.       |
| Austrálie                                                                      | Monique Adamczaková   | Austrálie  | Jessica Mooreová      | 127. | 2.       |
| Rumunsko                                                                       | Irina Baraová         | Německo    | Nicola Geuerová       | 171. | 3.       |
| Bělorusko                                                                      | Lidzija Marozavová    | Nizozemsko | Arantxa Rusová        | 178. | 4.       |
| Žebříček WTA k 2. červenci 2018; číslo je součtem umístění obou členek dvojice |                       |            |                       |      |          |

### Jiné formy účasti
Následující páry obdržely divokou kartu do hlavní soutěže:
- Irina-Camelia Beguová /  Andreea Mituová
- Anna Bondárová /  Miriam Bulgaruová

## Přehled finále

### Ženská dvouhra
- Anastasija Sevastovová vs.  Petra Martićová, 7–6(7–4), 6–2

### Ženská čtyřhra
- Irina-Camelia Beguová /  Andreea Mituová vs.  Danka Kovinićová /  Maryna Zanevská 6–3, 6–4